# Chrysopogon celebicus
Chrysopogon celebicus là một loài thực vật có hoa trong họ Hòa thảo. Loài này được Veldkamp mô tả khoa học đầu tiên năm 1999.